# Mallophaga

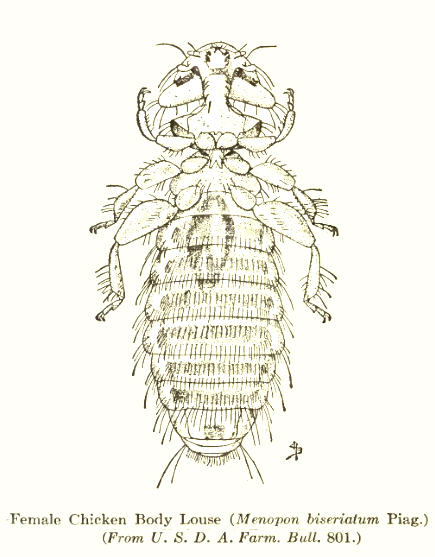
Vogelluis die vaak op kippen voorkomt

Mallophaga is een oude naam voor een verzameling taxa van veeretende luizen die op vogels voorkomen. Het is een parafyletische groep, dat wil zeggen ze hebben een gemeenschappelijke voorouder, maar er zijn ook dierluizen  (Orde Phthiraptera Haeckel, 1896) die dezelfde gemeenschappelijke voorouder hebben, maar niet tot de Mallophaga behoren. Daarom wordt deze term niet meer gebruikt.
De volgende onderordes van de dierluizen behoren tot wat vroeger de mallophaga werden gerekend:
1. Rhynchophthirina (ook wel gespeld als: Rhyncophthirina) Ferris, 1931
2. Ischnocera Kellogg, 1896
3. Amblycera Kellogg, 1896 Onderorde waartoe de Menoponidae (vogelluizen) behoren

## Bron
- Integrated Taxonomic Information System